# Loving (filme)
Loving , Brasil: O Amor é Tudo , é uma comédia dramática estadunidense de 1970 dirigido por Irvin Kershner baseado no romance Brooks Wilson Ltd. de J. M. Ryan.
O filme faz parte da lista dos 1000 melhores filmes de todos os tempos do The New York Times.

## Ligações Externas
O Amor é Tudo. no IMDb. 